# HRK Kiseljak
Hrvatski rukometni klub Kiseljak je bosanskohercegovački rukometni klub iz Kiseljaka. Sezone 2016./17. natječe se u Prvoj ligi Rukometnog saveza Herceg Bosne. Sjedište je u Potkraj bb, Kiseljak. Boja dresova je crna. Predsjednik je Miroslav Nikačević. Postoji i ženska sekcija, HŽRK Kiseljak.